# نائورم روشن سینگ
نائورم روشن سینگ (انگلیسی: Naorem Roshan Singh؛ زادهٔ ۲ فوریهٔ ۱۹۹۹) بازیکن فوتبال است.
وی همچنین در تیم‌های ملی فوتبال زیر ۲۰ سال و بزرگسالان هند بازی کرده‌است.